# Simone van Dusseldorp
Simone van Dusseldorp (Tilburg, 6 juni 1967) is een Nederlands film- en televisieregisseur.

## Carrière
Van Dusseldorp regisseerde onder andere de film Waterlanders en de televisieserie Otje, naar het gelijknamige boek van Annie M.G. Schmidt en met rollen voor Anne Rats en Nico de Vries. Na de film Het en de series "Wat Nou?!" en Exit, maakte ze de film Diep (2005), die in vijf Nederlandse zalen te zien was en op het filmfestival van Genève werd bekroond met de prijs "Beste film". Vervolgens regisseerde ze de korte films Koest en Subiet!. Voor die laatste film werd ze in 2006 genomineerd voor een Gouden Kalf in de categorie 'Beste TV-Drama". Ze regisseerde twee Gouden Films, Briefgeheim en  'Kikkerdril.
Kikkerdril, een zogenoemde Cinema Junior-film, met onder anderen Georgina Verbaan, Juul Vrijdag en Whitney Franker, won ook veel prijzen op internationale festivals (Juryprijs NUEVA MIRADA in Buenos Aires, Publieksprijs Barne Filmfestival Kristiansand Noorwegen, Beste Speelfilm op het Divercine Filmfestival in Uruguay en de Publieksprijs op het International Youth Film Festival in Korea). Van Dusseldorp regisseerde verder ook twee series van de kindertelevisieserie 'Abi', met daarin de jonge Whitney Franker in de hoofdrol. Ook regisseerde Van Dusseldorp een aantal tv-reclamespotjes.
In oktober 2014 werd tijdens Cinekid Het leven volgens Nino verkozen tot beste kinderfilm van het jaar.

## Filmografie

### Als regisseur
- 1989 - Apie van de hoek, 4 afleveringen VPRO
- 1990 - Het geheugenhuis, korte film
- 1991 - Professor Pardon, TV, 3 afleveringen VPRO
- 1992 - Mutatis Mutandis, korte film
- 1993 - Biotoop, korte film
- 1994 - Waterlanders, korte film, o.a. AVRO
- 1995 - Pauze, bioscoop animatie voor Grolsch
- 1996 - Gita, TV film, VPRO
- 1997 - Priscilla, film
- 1997 - Erwt, TV film, NPS
- 1997/1998 - Otje, televisieserie, AVRO
- 1998 - Gekruiste vingers, TV film NPS
- 1999 - Fastfood televisieserie IKON
- 2000 - Het, korte film
- 2000 - "Wat Nou?!", korte film, VPRO
- 2000 - Boris, korte film, AVRO
- 2001 - Geheime gedachten, korte film, VPRO
- 2001 - Exit, korte film, NPS
- 2003 - De papiervreter, korte film, NPS
- 2003 - Geheimen van het schoolplein, televisieserie, VPRO
- 2005 - Het monsterlijk toilet, kort TV film, KRO
- 2005 - Diep, speelfilm
- 2006 - Subiet!, TV film, NPS
- 2007 - Koest, korte TV film, NPS
- 2008 - Abi, kinderserie KRO
- 2009 - Kikkerdril, speelfilm
- 2009 - Abi 2, kinderserie KRO
- 2010 - Briefgeheim
- 2011 - Oma is gek!
- 2013 - Sammy en de dieren, televisieserie NTR
- 2014 - Het leven volgens Nino, speelfilm
- 2016 - Eng, jeugdserie VPRO

### Als schrijver
- 2001 - Geheime gedachten
- 2002 - Exit
- 2006 - Subiet!
- 2009 - Kikkerdril

### Prijzen
- 1994 - Grolsch Film Prijs, voor Waterlanders
- 1995 - De grote prijs van het internationale filmfestival van Oberhausen, voor Waterlanders
- 2000 - NPS prijs voor de beste korte film 2000,voor de film HET
- 2001 - Nominaties voor de Grote Kinderkast prijs op Cinekid, voor TV serie Geheime Gedachten en voor de film Boris
- 2002 - Het Gouden Beeld, voor de kinderserie Geheime Gedachten
- 2002 - Prix De Jeunesse, voor de kinderserie Geheime Gedachten
- 2004 - Prix de Europe Eerste prijs, voor de website bij de serie Geheimen van het schoolplein
- 2004 - Europrix Multimedia Award, voor de website bij de serie Geheimen van het Schoolplein
- 2005 - The Chicago International Children’s Film Festival, tweede prijs categorie Live-Action Television Program, voor de serie Geheimen Van Het Schoolplein
- 2006 - Gouden Kalf nominatie, categorie beste TV drama, Filmfestival Utrecht, voor Subiet!
- 2006 - Gouden Kalf nominatie, categorie beste actrice, Filmfestival Utrecht, voor Melody Klaver in Diep
- 2006 - Filmfestival Tout Ecran Geneve, eerste prijs categorie beste lange speelfilm, voor Diep
- 2006 - Filmfestival Tout Ecran Geneve, eerste prijs categorie beste actrice, voor Melody Klaver in Diep
- 2007 - Cinekid, Nominatie voor de Kinderkast publieksprijs, voor Het Monsterlijk Toilet
- 2007 - Internationaal Filmfestival Antwerpen, Eerste prijs children's jury award, voor Het Monsterlijk Toilet
- 2008 - Zweeds filmfestival Malmo, Eerste prijs voor de korte film Koest
- 2008 - International Childrens Film Festival in Cairo, Eerste prijs voor de korte film Koest
- 2009 - Kristiansland International Children’s Filmfestival Noorwegen, Publieksprijs voor De Beste Film, voor de speelfilm Kikkerdril
- 2009 - Duvircine Filmfestival in Uruguay, Beste Speelfilm, voor de speelfilm Kikkerdril
- 2009 - International Youth Filmfestival in Korea, publieksprijs, voor de speelfilm Kikkerdril
- 2009 - Youth Nueva Miranda in Argentinië, Juryprijs en special mention van de kinderjury, voor de speelfilm Kikkerdril
- 2009 - Gouden Film (meer dan 100.000 bezoekers) voor de lange speelfilm Kikkerdril
- 2009 - Basel Filmfestival Zwitserland, Eerste prijs voor het beste educatieve en maatschappelijke kinderprogramma, voor de kleuterserie Abi
- 2009 - Cinekid festival, Nominatie voor publieksprijs voor de kleuterserie Abi
- 2009 - Gouden Beeld Hilversum, nominatie voor de kleuterserie Abi
- 2010 - Gouden Film (meer dan 100.000 bezoekers) voor de speelfilm Briefgeheim
- 2010 - UPC Prijs voor De Beste Nederlandse Kinderfilm voor Briefgeheim op het Cinekid filmfestival
- 2011 - “Nueva Mirada” filmfestival te Buenos Aires, Eerste prijs voor beste speelfilm voor kinderen, voor Briefgeheim
- 2012 - Cinekid Kinderkast Publieksprijs, Nominatie Publieksprijs voor de korte jeugdfilm Oma is gek!
- 2014 - Cinekid, Winnaar beste kinderfilm van het jaar voor Het leven volgens Nino [1]